# 서경 58도
서경 58도(西經58度)는 본초 자오선에서 서쪽으로 58도 떨어진 경선이다. 북극점에서 시작하여 북극해, 북아메리카, 대서양, 남아메리카, 남극해, 남극을 거쳐 남극점에 이른다.
서경 58도는 동경 122도와 이어져 지구의 대원을 이룬다.

## 지나가는 지역
북극점에서 남극점까지 서경 58도선은 다음 지역을 지나간다.
| 좌표                                                  | 나라, 지역, 해역    | 비고 |
| ----------------------------------------------------- | ------------------- | --- |
| 북위 90° 0′ 서경 58° 0′  / 북위 90.000° 서경 58.000°  | 북극해              | |
| 북위 83° 32′ 서경 58° 0′  / 북위 83.533° 서경 58.000° | 링컨해              | |
| 북위 82° 8′ 서경 58° 0′  / 북위 82.133° 서경 58.000°  | 그린란드            | |
| 북위 75° 5′ 서경 58° 0′  / 북위 75.083° 서경 58.000°  | 배핀만              | |
| 북위 70° 0′ 서경 58° 0′  / 북위 70.000° 서경 58.000°  | 데이비스 해협       | |
| 북위 60° 0′ 서경 58° 0′  / 북위 60.000° 서경 58.000°  | 대서양              | 래브라도해 |
| 북위 54° 54′ 서경 58° 0′  / 북위 54.900° 서경 58.000° | 캐나다              | 뉴펀들랜드 래브라도주 — 래브라도 퀘벡주 — 북위 52° 0′ 서경 58° 0′  / 북위 52.000° 서경 58.000° 부터 |
| 북위 51° 18′ 서경 58° 0′  / 북위 51.300° 서경 58.000° | 세인트로렌스만      | |
| 북위 49° 34′ 서경 58° 0′  / 북위 49.567° 서경 58.000° | 캐나다              | 뉴펀들랜드 래브라도주 — 뉴펀들랜드섬 |
| 북위 47° 40′ 서경 58° 0′  / 북위 47.667° 서경 58.000° | 대서양              | |
| 북위 6° 47′ 서경 58° 0′  / 북위 6.783° 서경 58.000°   | 가이아나            | 조지타운 바로 동쪽을 지나감 |
| 북위 4° 15′ 서경 58° 0′  / 북위 4.250° 서경 58.000°   | 수리남              | |
| 북위 3° 56′ 서경 58° 0′  / 북위 3.933° 서경 58.000°   | 가이아나            | 수리남가 영유권을 주장하는 지역 |
| 북위 1° 33′ 서경 58° 0′  / 북위 1.550° 서경 58.000°   | 브라질              | 파라 주 (브라질) 아마조나스주 — 남위 1° 30′ 서경 58° 0′  / 남위 1.500° 서경 58.000° 부터 파라주 — 남위 6° 8′ 서경 58° 0′  / 남위 6.133° 서경 58.000° 부터 마투그로수주 — 남위 7° 24′ 서경 58° 0′  / 남위 7.400° 서경 58.000° 부터 |
| 남위 17° 31′ 서경 58° 0′  / 남위 17.517° 서경 58.000° | 볼리비아            | |
| 남위 19° 29′ 서경 58° 0′  / 남위 19.483° 서경 58.000° | 브라질              | 마투그로수두술주 |
| 남위 19° 53′ 서경 58° 0′  / 남위 19.883° 서경 58.000° | 볼리비아            | 약 20km |
| 남위 20° 3′ 서경 58° 0′  / 남위 20.050° 서경 58.000°  | 브라질              | 마투그로수두술주 |
| 남위 20° 37′ 서경 58° 0′  / 남위 20.617° 서경 58.000° | 파라과이            | |
| 남위 25° 2′ 서경 58° 0′  / 남위 25.033° 서경 58.000°  | 아르헨티나          | |
| 남위 26° 5′ 서경 58° 0′  / 남위 26.083° 서경 58.000°  | 파라과이            | |
| 남위 27° 16′ 서경 58° 0′  / 남위 27.267° 서경 58.000° | 아르헨티나          | |
| 남위 31° 24′ 서경 58° 0′  / 남위 31.400° 서경 58.000° | 우루과이            | 약 15km |
| 남위 31° 32′ 서경 58° 0′  / 남위 31.533° 서경 58.000° | 아르헨티나          | 약 10km |
| 남위 31° 38′ 서경 58° 0′  / 남위 31.633° 서경 58.000° | 우루과이            | |
| 남위 34° 16′ 서경 58° 0′  / 남위 34.267° 서경 58.000° | 라플라타강          | |
| 남위 34° 48′ 서경 58° 0′  / 남위 34.800° 서경 58.000° | 아르헨티나          | |
| 남위 38° 21′ 서경 58° 0′  / 남위 38.350° 서경 58.000° | 대서양              | |
| 남위 51° 23′ 서경 58° 0′  / 남위 51.383° 서경 58.000° | 포클랜드 제도       | 이스트포클랜드섬 — 아르헨티나가 영유권 주장 |
| 남위 51° 45′ 서경 58° 0′  / 남위 51.750° 서경 58.000° | 대서양              | |
| 남위 60° 0′ 서경 58° 0′  / 남위 60.000° 서경 58.000°  | 남극해              | |
| 남위 61° 54′ 서경 58° 0′  / 남위 61.900° 서경 58.000° | 사우스셰틀랜드 제도 | 킹조지섬 — 아르헨티나과 영국, 칠레가 영유권 주장 |
| 남위 62° 4′ 서경 58° 0′  / 남위 62.067° 서경 58.000°  | 남극해              | |
| 남위 63° 23′ 서경 58° 0′  / 남위 63.383° 서경 58.000° | 남극                | 남극반도 — 아르헨티나과 영국, 칠레가 영유권 주장 |
| 남위 63° 41′ 서경 58° 0′  / 남위 63.683° 서경 58.000° | 남극해              | 웨들해 |
| 남위 63° 51′ 서경 58° 0′  / 남위 63.850° 서경 58.000° | 남극                | 제임스로스섬 — 아르헨티나과 영국, 칠레가 영유권 주장 |
| 남위 64° 24′ 서경 58° 0′  / 남위 64.400° 서경 58.000° | 남극해              | 웨들해 |
| 남위 75° 42′ 서경 58° 0′  / 남위 75.700° 서경 58.000° | 남극                | 아르헨티나과 영국, 칠레가 모두 영유권을 주장하는 권역 |

## 같이 보기
- 서경 57도
- 서경 59도